# 리틀 칠드런
《리틀 칠드런》(영어: Little Children)은 미국에서 제작된 토드 필드 감독의 2006년 풍자 멜로드라마 영화이다. 톰 퍼로타가 2004년에 펴낸 동명 소설이 원작이다. 케이트 윈즐릿, 패트릭 윌슨 등이 출연하였고, 앨버트 버거 등이 제작에 참여하였다.

## 출연진
- 케이트 윈즐릿
- 패트릭 윌슨
- 제니퍼 코널리
- 재키 얼 헤일리
- 노아 에머릭
- 필리스 서머빌
- 그레그 에덜먼
- 타이 심프킨스
- 세이디 골드스틴
- 제인 애덤스
- 레이먼드 J. 배리
- 트리니 알버라도
- 리베카 슐
- 챈스 켈리
- 세라 벅스턴
- 톰 퍼로타
- 윌 라이먼

## 기타 제작진
- 협력 제작: 리언 비탈리
- 배역: 토드 세일러
- 미술: 데이비드 그로프먼